# Dichaetophora heterodentata
Dichaetophora heterodentata är en tvåvingeart som först beskrevs av Toyohi Okada 1984.  Dichaetophora heterodentata ingår i släktet Dichaetophora och familjen daggflugor.
Artens utbredningsområde är Sarawak. Inga underarter finns listade i Catalogue of Life.